# AB Dan. Lundgrens läderfabrik
A.-B. Dan. Lundgrens Läderfabrik var ett garveri i Falkenberg.
Verksamheten grundades troligen 1836 (1835 enligt minnes anteckningar av Tobias Lundgrens yngste son) av skomakarmästaren Tobias Lundgren (f 1802), vid Ätran, på gård nr 47, ca 21,5 m från dagens Storgatan/Rådhustorget.  När han dog 1869 drev hans änka Anna Elisabeth Lundgren framgångsrikt företaget vidare och lät bl.a. bygga nytt garveri (troligen 1876), där nuvarande Grand Hotell är beläget.
1882 övertog äldste sonen Daniel Lundgren ledningen och utvecklade företaget till industriell skala; Aktiebolaget bildas 1898 och i oktober 1899 är driften igång i den nya läderfabriken vid Rastebackarna i centrala Falkenberg. I andra källor anges att firman ombildades till aktiebolag först 1900 och detta bero troligen på att man i oktober 1899 fick upplösa och omregistrera bolaget p.g.a. aktiekapitalet inte till fullo inbetalts.
(Enligt första registreringsbeviset registrerades bolaget år 1900)
Fram till 1915 ökade antalet arbetare från 6 till 86 och produktionen med ca 60 gånger. Man tillverkade främst bottenläder, plattläder, toffelläder samt sandal- och reseffektläder. Man hade i början av 1930-talet omkring 80 anställda. I maj 1930 övertar Erik Gustaf Nordström ledningen av fabriken. Han anställdes redan 1911 som handelsresande men drev egen rörelse under åren 1924 till 1932 i Stockholm.
I oktober 1940 förvärvar Gustav Nordström tillsammans med skokoncernen Aktiebolaget A.P. Hallqvist större delen av aktierna i bolaget. Gustaf Nordström avlider 1953 och hans son Bengt Nordström övertar ledningen av bolaget. På 1950-talet hade antalet anställda sjunkit till omkring 70. 1967/1968 köper familjen Nordström ut AB A.P. Hallqvist ur bolaget och året därpå byter man namn till Falk-Läder AB. Garveriet flyttar 1969 till en nybyggd fabriksbyggnad på Smedjeholm utanför Falkenberg och den gamla, i Falkenbergs centrum, byggs om till gymnasieskola.
Tillverkningen av läder i Falkenberg avvecklas under 1973 (1970 ) och bolaget säljs 1974 till Jofama AB i Malung. Ytterligare en gång ändras namnet på bolaget, denna gång till Inter Leather Sweden AB, men 1978 går bolaget i konkurs.
Idag lever A.-B. Dan. Lundgrens Läderfabrik vidare, och ägs av AB A.P. Hallqvist-Group med inriktning på tillverkning av skinn och bottenläder i Portugal där bolagets produkter tillverkas av samarbetspartners. Läderfabriken tillverkar/förädlar även läderprodukter i hantverksmässig skala i utkanten Falkenberg, inte långt ifrån den stad där företaget grundades för 190 år sedan. Läderfabriken innehar även generalagenturen i Skandinavien för Goodyear och Dunlops skokomponeter. Företaget leds av Erik Gustaf A. P. Hallqvist,
dottersonson till företagets tidigare verkställande direktör Erik Gustaf Nordström och tillika sonsonsson till Grosshandlare A.P. Hallqvist, de båda männen som räddade fabriken från uppköp och nedläggning 1940.
Arkivet efter Dan. Lundgrens läderfabrik förvaras på Riksarkivet i Lund. och A.-B. Dan. Lundgrens arkiv i Örebro.